# Codocera ferruginea
Codocera ferruginea is een keversoort uit de familie Ochodaeidae. De wetenschappelijke naam van de soort is voor het eerst geldig gepubliceerd in 1818 door Eschscholtz.